# Golfe de Saint-Florent
Pour les articles homonymes, voir Saint-Florent.
Le golfe de Saint-Florent est un golfe de la mer Méditerranée qui se situe en Corse, en France.

## Géographie
Dans la description de la Corse qu'il en fait au XVe siècle, Agostino Giustiniano définit ainsi les limites géographiques du golfe de Saint-Florent :
« Cette pointe de la Mortella forme, avec celle des Cannelle, déjà nommée dans la description du Cap-Corse, un golfe fort beau, appelé le golfe de S. Florent ou le golfe de Ste-Marie de Nebbio. Il s'y trouve plusieurs écueils ; l'un en face du château de S. Florent, à moins d'un demi-mille de terre ; un autre juste en face du clocher de Ste-Marie de Nebbio, à un bon demi-mille de terre environ, appelé le Tignoso ; enfin un troisième appelé la Pietra alla Roia. Le golfe de S. Florent a jusqu'aux Cannelle quatorze milles environ, et six milles de S. Florent jusqu'à la Mortella, de façon que son circuit complet est de vingt milles. »
Plus restrictivement, de nos jours ses limites extérieures vont de la Punta di Curza dans les Agriates à l'ouest, jusqu'à la Pointe de Negru à l'est du Cap Corse. Il baigne les côtes de six communes : Santo-Pietro-di-Tenda, Saint-Florent, Patrimonio, Farinole, Olmeta-di-Capocorso et Nonza.
Au fond du golfe se situent la ville de Saint-Florent qui lui a donné son nom, et l'embouchure du fleuve côtier l'Aliso.

## Histoire

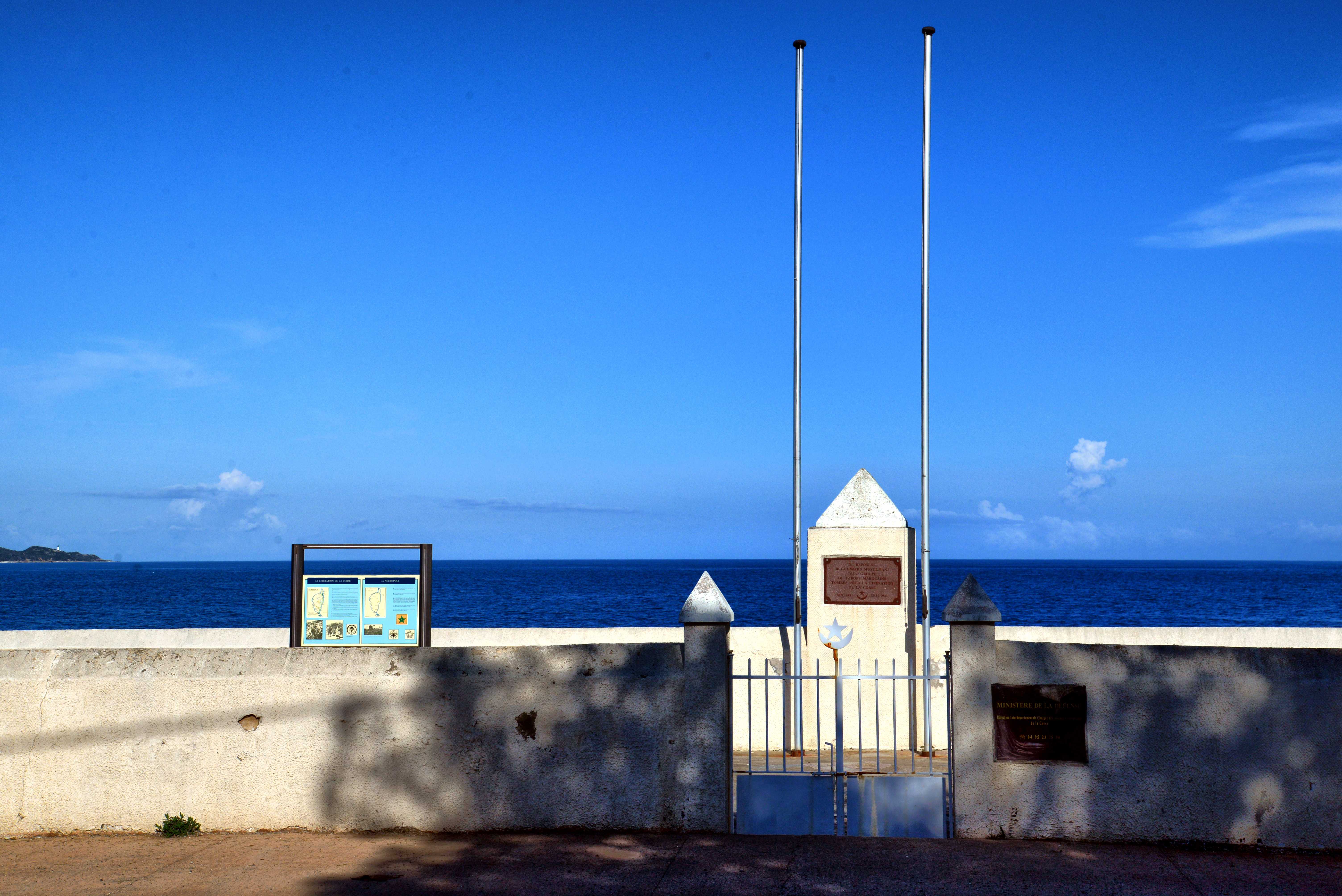
Nécropole nationale des goumiers marocains.

Le golfe de Saint-Florent, autrefois appelé aussi le golfe de Sainte-Marie de Nebbio, est un site stratégique militaire d'importance. À toute époque jusqu'à la libération de la Corse en 1944, des troupes armées (romains, génois, aragonais, français - expédition en 1553 des armées françaises du général De Thermes, anglo-corses, italiens et corses), y ont débarqué, combattu et défendu l'endroit. Les vestiges de citadelle, blockhaus, tours de défense et de guet sont là pour en témoigner. Ainsi la tour de Mortella a-t-elle été détruite par la flotte anglaise de l'amiral Nelson. Une nécropole nationale des dix goumiers marocains morts lors de la Libération de la Corse du 10 septembre 1943 au 30 octobre 1943) se dresse en bordure de la route D81, au-dessus de la plage de l'Ospedale.

## Lieux et monuments
- La citadelle de Saint-Florent
- La tour génoise de Mortella, ruinée
- La tour génoise de Fornali, ruinée
- Le blockhaus à l'extrémité orientale de la plage de l'Ospédale
- La tour génoise de Farinole,
- La tour de Negro
- Le cimetière marocain entre plage de l'Ospédale et route D81

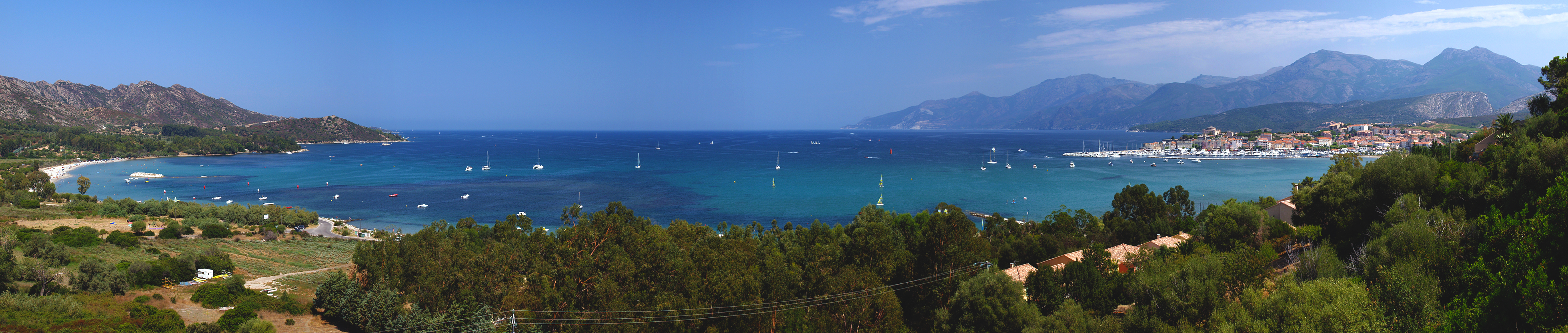
Le golfe de Saint-Florent